# The Cleaning Lady
The Cleaning Lady ist eine US-amerikanische Fernsehserie, entwickelt von Miranda Kwok, basierend auf der argentinischen Fernsehserie La chica que limpia aus dem Jahr 2017. Die Serie wurde am 3. Januar 2022 auf Fox uraufgeführt. Im Juni 2025 wurde die Serie nach vier Staffeln abgesetzt.

## Handlung
The Cleaning Lady ist ein Drama, in dessen Mittelpunkt Thony De La Rosa steht, eine ehemalige kambodschanisch-philippinische Chirurgin, die derzeit in Las Vegas arbeitet und lebt. Der Grund für ihren Aufenthalt in den USA mit abgelaufenem Visum ist ihr fünfjähriger Sohn Luca. Luca leidet an einer seltenen und lebensbedrohlichen Erkrankung, für die er eine hochmoderne Knochenmarksbehandlung benötigt, die nur in Las Vegas verfügbar ist. Bis ihr Sohn behandelt wird, verdient Thony ihren Lebensunterhalt nicht als ausgebildete Ärztin, sondern als Reinigungskraft an der Seite ihrer Schwägerin Fiona. Nachdem Thony versehentlich Zeugin eines schweren Verbrechens wird und vom Täter Arman Morales im Versteck entdeckt wird, wird ihr ein Job als Reinigungskraft und als Ärztin innerhalb der kriminellen Organisation angeboten, der gut genug bezahlt werden könnte, um ihrem Sohn und ihrer Familie zu helfen. Als sie in eine moralische Grauzone gerät, beginnt Thony ein Doppelleben zu führen, Geheimnisse vor ihrer Familie zu bewahren, während sie gleichzeitig Tatorte aufräumt und sich dem Gesetz entzieht.

## Besetzung
| Rolle            | Schauspieler                  | Episoden | Rollenbeschreibung                                                                            |
| ---------------- | ----------------------------- | -------- | --------------------------------------------------------------------------------------------- |
| Thony De La Rosa | Élodie Yung                   | 1–       | Ehemalige Chirugin, lebt jetzt nach Ablauf ihres Visums als illegale Einwanderin in Las Vegas |
| Arman Morales    | Adan Canto                    | 1–22     | Krimineller                                                                                   |
| Garrett Miller   | Oliver Hudson                 | 1–       | FBI-Agent                                                                                     |
| Fiona De La Rosa | Martha Millan                 | 1–       | Schwägerin und enge Freundin von Thony                                                        |
| Chris De La Rosa | Sean Law                      | 1–       | Sohn von Fiona                                                                                |
| Luca De La Rosa  | Sebastien & Valentino LaSalle | 1–       | Sohn von Thony                                                                                |
| Jaz De La Rosa   | Faith Bryant                  | 1–       | Tochter von Fiona                                                                             |
| Nadia Morales    | Eva De Dominici               | 1–       | Frau von Arman                                                                                |
| Katherine Russo  | Liza Weil                     | 3–       | Special Agent des FBI                                                                         |
| Maya Campbell    | Chelsea Frei                  | 1–17     | Barkeeperin                                                                                   |

| Staffel | Episoden | Erstausstrahlung (USA) | Letzte Folge (USA) |
| ------- | -------- | ---------------------- | ------------------ |
| 1       | 10       | 3. Jan. 2022           | 3. Jan. 2022       |
| 2       | 12       | 19. Sep. 2022          | 19. Sep. 2022      |
| 3       | 12       | 5. Mär. 2024           | 5. Mär. 2024       |
| 4       | 12       | 25. Mär. 2025          | 25. Mär. 2025      |

## Episodenliste

### Staffel 1
| Nr. (ges.) | Nr. (St.) | Deutscher Titel | Originaltitel                | Erstausstrahlung USA | Deutschsprachige Erstveröffentlichung (D/A/CH) | Regie         | Drehbuch                    | Zuschauer |
| ---------- | --------- | --------------- | ---------------------------- | -------------------- | ---------------------------------------------- | ------------- | --------------------------- | --------- |
| 1          | 1         | N.N.            | TNT                          | 3. Jan. 2022         | N.N.                                           | Michael Offer | Miranda Kwok                | 3,65 Mio. |
| 2          | 2         | N.N.            | The Lion’s Den               | 10. Jan. 2022        | N.N.                                           | Jon Amiel     | Miranda Kwok Melissa Carter | 3,28 Mio. |
| 3          | 3         | N.N.            | Legacy                       | 24. Jan. 2022        | N.N.                                           | Marisol Adler | Denise Hahn                 | 3,22 Mio. |
| 4          | 4         | N.N.            | Kabayan                      | 31. Jan. 2022        | N.N.                                           | Lisa France   | Raf Green                   | 3,55 Mio. |
| 5          | 5         | N.N.            | The Icebox                   | 7. Feb. 2022         | N.N.                                           | Milan Cheylov | Eddie Serrano               | 3,32 Mio. |
| 6          | 6         | N.N.            | Mother’s Mission             | 14. Feb. 2022        | N.N.                                           | Marie Jamora  | Michael Notarile            | 3,12 Mio. |
| 7          | 7         | N.N.            | Our Father, Who Art in Vegas | 21. Feb. 2022        | N.N.                                           | Ken Biller    | Denise Hahn Celena Cipriaso | 3,01 Mio. |
| 8          | 8         | N.N.            | Full on Gangsta              | 28. Feb. 2022        | N.N.                                           | Marisol Adler | Raf Green Charli Engelhorn  | 2,62 Mio. |
| 9          | 9         | N.N.            | Coming Home Again            | 7. März 2022         | N.N.                                           | Steven DePaul | Melissa Carter              | 2,94 Mio. |
| 10         | 10        | N.N.            | The Crown                    | 14. März 2022        | N.N.                                           | Milan Cheylov | Miranda Kwok                | 2,75 Mio. |

### Staffel 2
| Nr. (ges.) | Nr. (St.) | Deutscher Titel | Originaltitel         | Erstausstrahlung USA | Deutschsprachige Erstveröffentlichung (D/A/CH) | Regie                | Drehbuch                           | Zuschauer |
| ---------- | --------- | --------------- | --------------------- | -------------------- | ---------------------------------------------- | -------------------- | ---------------------------------- | --------- |
| 11         | 1         | N.N.            | Sins of the Father    | 19. Sep. 2022        | N.N.                                           | Milan Cheylov        | Melissa Carter                     | 2,40 Mio. |
| 12         | 2         | N.N.            | Lolo and Lola         | 26. Sep. 2022        | N.N.                                           | Eric Dean Seaton     | Miranda Kwok                       | 2,24 Mio. |
| 13         | 3         | N.N.            | El Diablo Que Conoces | 3. Okt. 2022         | N.N.                                           | TJ Scott             | Eddie Serrano                      | 2,31 Mio. |
| 14         | 4         | N.N.            | Bahala Na             | 10. Okt. 2022        | N.N.                                           | Marie Jamora         | Michael Notarile & Celena Cipriaso | 2,26 Mio. |
| 15         | 5         | N.N.            | The Brit              | 17. Okt. 2022        | N.N.                                           | Lou Diamond Phillips | Denise Hahn & Ross Knight          | 2,11 Mio. |
| 16         | 6         | N.N.            | Paradise Lost         | 24. Okt. 2022        | N.N.                                           | SJ Main Munoz        | Jen Klein & Charli Engelhorn       | 2,22 Mio. |
| 17         | 7         | N.N.            | Truth or Consequences | 7. Nov. 2022         | N.N.                                           | Ben Hernandez Bray   | Eddie Serrano Sophie Hessekiel     | 2,28 Mio. |
| 18         | 8         | N.N.            | Spousal Privilege     | 14. Nov. 2022        | N.N.                                           | Chi-Yoon Chung       | Michael Notarile                   | 2,07 Mio. |
| 19         | 9         | N.N.            | The Ask               | 28. Nov. 2022        | N.N.                                           | Loren Yaconelli      | Denise Hahn                        | 2,19 Mio. |
| 20         | 10        | N.N.            | Trust                 | 5. Dez. 2022         | N.N.                                           | Tawnia McKiernan     | Jen Klein                          | 1,54 Mio. |
| 21         | 11        | N.N.            | Sanctuary             | 12. Dez. 2022        | N.N.                                           | Timothy Busfield     | Melissa Carter                     | 2,09 Mio. |
| 22         | 12        | N.N.            | At Long Last          | 12. Dez. 2022        | N.N.                                           | Milan Cheylov        | Miranda Kwok                       | 2,09 Mio. |

## Rezeption
Adam Arndt schreibt für Serienjunkies.de nach Sichtung der Pilotfolge, dass die Serie ohne Darstellerin Élodie Yung wohl weniger sehenswert wäre und sie eine gute Mischung aus Aufopferungsbereitschaft für ihre Familie und eigenen Moralcodex mitbringen würde. Die erste Folge sei relativ vollgepackt, dabei bleibt die Frage, ob die Serie das Tempo beibehalten kann. Stellenweise sei es auch ein wenig soapig und vorhersehbar.
Für myFanbase hat Lena Donth ebenfalls die erste Folge gesehen und meint, dass sie der Pilot vollkommen überzeugt hätte. Auch hier wird Darstellerin Yung positiv hervorgehoben und ein weiterer Pluspunkt sei die Chemie mit Mafioso Arman, gespielt von Adan Canto. Es gehe in der Serie nicht nur um kriminelle Welten, sondern sei auch ein Sozialdrama.

## Produktion und Ausstrahlung
Im Oktober 2019 wurde bekannt, dass sich die Warner Bros. Television Studios die Rechte der argentinischen Fernsehserie La Chica Que Limpia für ein Remake gesichert hätte. Miranda Kwok wurde als Autorin für das Drehbuch und die Entwicklung der Serie verpflichtet. Des Weiteren agiert Kwok neben Melissa Carter und Shay Mitchell auch als Produzentin. Im Januar 2020 gab der amerikanischen Sender FOX den Auftrag für einen Piloten.
Die Dreharbeiten zur ersten Staffel begannen am 10. März 2020 in New Mexico, wurden aber bereits 3 Tage später durch die Corona-Pandemie unterbrochen. Der Sender Fox hatte sich verpflichtet neben fünf weiteren Neuproduktionen auch The Cleaning Lady trotz der Verzögerungen weiter zu produzieren. Im Mai 2021 wurde die Serie schließlich auf die nächste Fernsehsaison 2021/22 verschoben und sollte, wie Fox bekannt gab, aus zehn Episoden bestehen. Carter wurde Showrunnerin und Executive Producer. Michael Offer wurde als Regisseur und ausführender Produzent des Pilotprojekts verpflichtet. Gedreht wurde die erste Staffel schlussendlich von August bis November 2021 in New Mexico. Produziert wird die Serie von Amore & Vita Productions, Fox Entertainment und Warner Bros. Television.
Die erste Staffel feierte schließlich seine Premiere am 3. Januar 2022 bei Fox. Das Staffelfinale war am 14. März 2022. Im April 2022 verlängerte FOX die Serie um eine zweite Staffel. In diesem Zuge wurde Produzentin Kwok im August 2022 an der Seite von Carter zur Showrunnerin ernannt. Die Erstausstrahlung der zweiten Staffel begann am 19. September 2022 und lief bis zum 12. Dezember 2022.
Anfang Februar 2023 wurde eine dritte Staffel bestellt und Jeannine Renshaw kam als ausführende Produzentin hinzu. Die Dreharbeiten dazu begannen im Januar 2024.
The Cleaning Lady, mit Élodie Yung in der Hauptrolle, wurde zu Beginn dieser Staffel kreativ umgestaltet, nachdem die Serie den tragischen Verlust ihres männlichen Hauptdarstellers Adan Canto durch eine Krebserkrankung hinnehmen musste. Canto starb am 8. Januar 2024 im Alter von 42 Jahren an Blinddarmkrebs. Das Drama hatte eine leidenschaftliche Fangemeinde, die im Finale von Staffel 4 mit offenen Fragen zurückgelassen wird.